# Фантом (фільм, 1996)
«Фантом» (англ. The Phantom) — пригодницький фільм режисера Саймона Вінсера 1996 року. Екранізація коміксу Фантом автора Лі Фалька, в головній ролі Біллі Зейн.

## Сюжет
У 1938 році в джунглях Бенгалли четверо нью-йоркських гангстерів разом з хлопчиком-провідником Заком займаються пошуками черепів Туганди, які як свідчать старовинні легенди, дарують своїм власникам руйнівну силу. Виявивши місто племені Туганди, бандити прямують до величезної печери, яка виявилася заповнена коштовностями і людськими рештками. Незабаром вони виявили і срібний череп, але щойно взяли його в руки, як ожила мумія починає душити одного з гангстерів. Нажахані бандити залишають печеру, а тим часом прокидається Фантом, який відправляється в погоню за грабіжниками. Згідно з переказами, Фантом — це привид, який безсмертний і охороняє Бенгаллу вже понад 400 років.

## В ролях
- Біллі Зейн — Кіт Вокер / Фантом
- Крісті Свенсон — Діана Палмер
- Тріт Вільямс — Ксандер Дракс
- Кетрін Зета-Джонс — Сала
- Джеймс Ремар — Квілл
- Кері-Хіроюкі Тагава —  Кабай Сенкх
- Девід Провал — Чарлі Зефро
- Джозеф Раньо — Реймонд Зефро
- Білл Смітровіч — Дейв Палмер
- Саманта Еггар — Ліллі Палмер
- Джон Тенні — Джиммі Веллс

## Саундтрек
Виконавець Девід Ньюман. Дата виходу: 4 червня 1996 р.
- For Those Who Came in Late
- The Tomb
- Anything's Possible
- Diana Must Leave / New York
- Must Be the Humidity
- Flying to the Island
- Ray Gets the Point
- Quill Is Destroyed
- Escaping the Island
- The Phantom

## Інше
- Фантом —  мінісеріал 2009 року.
- Фантом 2040 — мультсеріал 1994 року.